# Convenção do Metro
A Convenção do Metro (no original em língua francesa: Convention du Mètre; por vezes referido como Tratado do Metro) é uma convenção internacional, assinada em Paris em 20 de maio de 1875 por 17 países, com o propósito de estabelecer uma autoridade internacional no campo de metrologia e da qual resultou a adoção do metro como unidade básica de medida do comprimento. A Convenção substituiu a Comissão Internacional do Metro, que funcionava desde 1870, e criou três organizações internacionais destinadas a promover e manter os padrões métricos associados à adoção daquela unidade.
O tratado foi revisto em 1921 e em 1960, tendo nesta última revisão ocorrido a redesignação do sistema, que abandonou a designação de Sistema Métrico para adotar a de Sistema Internacional de Unidades (em francês Système international d'unités ou abreviadamente SI).
As três organizações criadas pela Convenção, nas quais delega a autoridade para actuar no domínio da metrologia assegurando uma harmonização da definição das diferentes unidades de medida, são:
- Conferência Geral de Pesos e Medidas (Conférence générale des poids et mesures ou CGPM) – um sistema de reuniões periódicas, realizadas em Paris a cada 4 a 6 anos, com a presença de delegados de todos os Estados membros, tendo como objetivo adotar as medidas de gestão política do sistema;
- Bureau Internacional de Pesos e Medidas (Bureau international des poids et mesures ou BIPM) – a organização que administra a Convenção, mantendo um centro internacional de metrologia em Sèvres, nos arredores de Pais, no qual estão alojados os antigos padrões internacionais de medida e no qual era feita a comparação e calibração dos protótipos utilizados pelos Estados membros;
- Comité Internacional de Pesos e Medidas (Comité international des poids et mesures ou CIPM) – um comité administrativo composto por 18 personalidades, eleito na Conferência Geral de Pesos e Medidas, que se reúne anualmente no BIPM e é responsável pela gestão corrente do sistema e pela gestão do conjunto de comissões consultivas constituídas por peritos que elaboram as propostas a submeter à Conferência Geral.

A norma ISO 8601 define 1875, o ano em que a Convenção foi assinada, como ano de referência.

## Países signatários
O tratado foi assinado por 17 países, número que cresceu para 21 em 1900, 32 em 1950, 44 em 1975, 48 em 1997 e 49 em 2001. Atualmente são 51 os países signatários (com o ano de acessão em parêntesis):
| - Argentina (1877) - Austrália (1947) - Áustria (1875) - Bélgica (1875) - Brasil (1875) - Bulgária (1911) - Camarões (1970) - Canadá (1907) - Chile (1908) - República Popular da China (1977) - República Checa (1922) - Dinamarca (1875) - República Dominicana (1954) - Egito (1962) - Finlândia (1923) - França (1875) - Alemanha (1875) - Grécia (2001) | - Hungria (1925) - Índia (1957) - Indonésia (1960) - Irão (1975) - Irlanda (1925) (acedeu quando o Reino Unido ratificou a Convenção) - Israel (1985) - Itália (1875) - Japão (1885) - República Popular Democrática da Coreia (1982) - República da Coreia (1959) - Malásia (2001) - México (1890) - Países Baixos (1929) - Nova Zelândia (1991) - Noruega (1875) - Paquistão (1973) - Polónia (1925) | - Portugal (1876) - Roménia (1884) - Rússia (1875) - Sérvia (1879) - Singapura (1994) - Eslováquia (1922) - República da África do Sul (1964) - Espanha (1875) - Suécia (1875) - Suíça (1875) - Tailândia (1912) - Turquia (1875) - Reino Unido (1884) - Estados Unidos da América (1878) - Uruguai (1908) - Venezuela (1879) |

Para além dos signatários, que participam ativamente na gestão da Convenção, vários países mantêm a posição de observadores:
- Antígua e Barbuda (através da adesão do CARICOM, 10 de outubro de 2005)
- Barbados (através da adesão do CARICOM, 10 de outubro de 2005)
- Bielorrússia (5 de maio de 2003)
- Belize (através da adesão do CARICOM, 10 de outubro de 2005)
- Cazaquistão (14 de setembro de 2003)
- Costa Rica (20 de janeiro de 2004)
- Croácia (16 de junho de 2005)
- Cuba (19 de dezembro de 2000)
- Dominica (através da adesão do CARICOM, 10 de outubro de 2005)
- Eslovénia (2 de junho de 2003)
- Equador (20 de novembro de 2000)
- Estónia (27 de janeiro de 2005)
- Filipinas (1 de junho de 2002)
- Guiana (através da adesão do CARICOM, 10 de outubro de 2005)
- Granada (através da adesão do CARICOM, 10 de outubro de 2005)
- Hong Kong (8 de abril de 2000)
- Jamaica (15 de setembro de 2003)
- Letónia (11 de janeiro de 2001)
- Lituânia (12 de março de 2001)
- Malta (11 de abril de 2001)
- Panamá (3 de agosto de 2003)
- Quénia (24 de setembro de 2002)
- Taiwan (26 de abril de 2002)

- Santa Lúcia (através da adesão do CARICOM, 10 de outubro de 2005)
- São Cristóvão e Nevis (através da adesão do CARICOM, 10 de outubro de 2005)
- São Vicente e Granadinas (através da adesão do CARICOM, 10 de outubro de 2005)
- Suriname (através da adesão do CARICOM, 10 de outubro de 2005)
- Trinidad e Tobago (através da adesão do CARICOM, 10 de outubro de 2005)
- Ucrânia (19 de agosto de 2002)
- Vietname (10 de outubro de 2003)